# Herzogtum Sully
Die Herrschaft Sully (ab 1606 Herzogtum Sully) war ein Gebiet in der französischen Provinz Orléanais um die Gemeinde Sully-sur-Loire. Sie bestand aus den Kastellaneien Sully, Saint-Gondon und Sennely.
Die Herren von Sully sind seit dem 10. Jahrhundert bezeugt. Die erste Dynastie erlosch Anfang des 12. Jahrhunderts, das Erbe trat eine Linie des Hauses Blois an. Anfang des 15. Jahrhunderts erlosch auch diese Familie, das Erbe ging danach an das Haus La Trémoille. Wiederum zwei Jahrhunderte später wurde Sully an Maximilien de Béthune, Marquis de Rosny verkauft, der 1606 zum Herzog von Sully ernannt wurde. Der letzte Herzog starb 1807.

## Herren und Herzöge von Sully

### Haus Sully
1. Archambaud oder Hercenaud (I.), Seigneur de Sully
  1. Héribert, 981 bezeugt, Seigneur de Sully et de La Chapelle-dans-Gilon
    1. Gilon (I.) (um 1020/28 bezeugt)[1]
    2. Archambaud oder Hercenaud (II.) († vor 1064), Seigneur de Sully et de La Chapelle; ⚭ Agnès, 1064 bezeugt
      1. Humbaud († nach 1064), verzichtet zugunsten seines Bruders und wird vor 1070 Abt von Saint-Benoît-sur-Loire
      2. Gilon (I./II.) († nach 1098), Seigneur de Sully, de La Chapelle et des Aix-dans-Gilon, Vicomte de Bourges; ⚭ um 1090 Eldeburge († nach 1096), Schwester und Erbin von Étienne, Vicomte de Bourges
        1. Mathilde de Sully, 1097 bezeugt; ⚭ vor 1092 Eudes de Dun, genannt Arpin († 1109), 1093 Vicomte de Bourges, verkauft 1101 Bourges an König Philipp I.
        2. Agnès de Sully, dessen Tochter, 1098/1101 bezeugt, Dame de Sully; ⚭ 1095 Guillaume de Blois (* 1090/93; † 1150), 1102 Graf von Chartres und Blois, 1107 abgesetzt, Seigneur de Sully (uxor nomine)[2]

      3. Eudes und Geofrroy de Sully
      4. Hodierne und Hiranie de Sully, 1064 bezeugt

    3. Humbaud de Sully
    4. Ermengarde de Sully; ⚭ Archambaud II., Sire de Bourbon

  2. Archambaud de Sully, † 1001, Abt von Saint-Benoît-sur-Loire, 986 Erzbischof von Tours

### Haus Blois
- Eudes-Archambaud († nach 1162), deren Sohn, Sire de Sully, Aix-dans-Gilon
- Gilon III. (1163–um 1190/95 bezeugt), dessen Sohn, Sire de Sully
- Archambaud IV. (1177 bezeugt, † 23. August nach 1234), dessen Sohn, Seigneur de Sully, de La Chapelle et des Aix-dans-Gilon
- Henri I. (11. August nach 1248), dessen Sohn, Sire de Sully, de La Chapelle et des Aix-dans-Gilon, Comte de Dreux (uxor nomine)
- Henri II. († 1269 in Italien), dessen Sohn, Sire de Sully, de La Chapelle, des Aix-dans-Gilon, Argent, Clémont, Villezon, Boisbelle, Orval, Espineuil
- Henri III. († 1285 in Aragón), dessen Sohn, Sire de Sully, La Chapelle, Aix-dans-Gilon, Argent, Clemont, Villezon, Boisbelle, Orval, Montrond, Bruyères-sur-Cher, Espineuil, Bouteiller de France
- Henri IV. († nach 1334), dessen Sohn, Sire de Sully, Baron de Châlus, Seigneur de Chalucet, 1318 Grand bouteiller de France, 1329–1334 Gouverneur von Navarra
- Jean († 1343), dessen Sohn, Seigneur de Sully, de La Chapelle, des Aix-dans-Gilon
- Louis († 1382), dessen Sohn, Seigneur de Sully, de La Chapelle, des Aix-dans-Gilon, d’Orval, de Boisbelle, d’Argent, de Clemont, de Craon
- Marie, dessen Tochter, Dame de Sully, Craon, Orval, La Chapelle, Aix-dans-Gilon, Saint Gondon, Châteaumeillant, Bruyères, Espineuil, Corberin, Chalucet, Sainte-Hermine, Prahecq, Lussac, Bois-de-Chisay, Montrond, Souveraine de Boisbelle, Comtesse de Guînes; ⚭ (1) 1382 Guy VI. de La Trémoille († 1398 auf Rhodos), Comte de Guînes (Haus La Trémoille); ⚭ (3) 1400 Charles I. († 1415 in der Schlacht von Azincourt), Sire d’Albret, Comte de Dreux, Connétable von Frankreich (Haus Albret)

### Haus La Trémoille
- Georges de La Trémoille (* wohl 1384; † 1446), deren Sohn, Comte de Guînes, de Boulogne et d’Auvergne, Baron de Sully et de Craon, Großkammerherr des Königs Karl VII.
- Georges de La Trémoille († 1481), Comte de Ligny, Baron de Craon, dessen Sohn
- Louis I. de La Trémoille (* um 1431; † 1483), dessen Bruder, Comte de Guînes et de Grafschaft Benon, Vicomte de Thouars et Prince de Talmont, Baron de Craon etc.
- Louis II. de La Trémoille (* 1460; † 1525 in der Schlacht bei Pavia), dessen Sohn, Vicomte de Thouars, Prince de Talmond, Comte de Guînes et de Benon, Baron de Sully, de Craon, de Montaigu etc.
  - Charles de La Trémoille († 1515 in der Schlacht bei Marignano), dessen Sohn, Vicomte de Thouars, Prince de Talmont et de Mortagne, Comte de Taillebourg, Baron de Roye
- François de La Trémoille (* 1505; † 1541), dessen Sohn, Vicomte de Thouars, Prince de Talmond, Conte de Guînes, de Benon et de Taillebourg, Baron de Craon, de Royan, de Sully, de Montaigu etc.
- Louis III. de La Trémoille (* 1521; † 1577), dessen Sohn, Vicomte, dann Duc de Thouars, Prince de Talmond et de Tarente, Comte de Taillebourg, de Guînes et de Benon, Baron de Sully, de Craon etc.
- Claude da La Trémoille (* 1566; † 1604), dessen Sohn, Duc de Thouars et de La Trémouille, Prince de Talmond et de Tarente, Comte de Guînes etc.

Claude de La Trémoille verkaufte die Baronie Sully 1602 an Maximilien de Béthune.

### Haus Béthune
- Maximilien de Béthune (* 1559; † 1641), 1593 Marquis de Rosny, de Nogent et de Béthune, Comte de  Muret et de Villebon, Vicomte de Meaux et de Champrond, 1606 Duc de Sully, Prince souverain d’Henrichemont et de Boisbelle, Pair von Frankreich, Marschall von Frankreich
  - Maximilien II. (* 1588; † 1634), dessen Sohn, Marquis de Rosny
- Maximilien III. (* um 1615; † 1662), dessen Sohn, 1642 2. Duc de Sully, Prince d’Henrichemont et de Boisbelle, Marquis de Rosny, Pair von Frankreich
- Maximilien IV. Pierre François (* 1640; † 1694), dessen Sohn, 1662 3. Duc de Sully, Prince d’Henrichemont et de Boisbelle, Marquis de Rosny et de Conty, Pair von Frankreich
- Maximilien V. Pierre François Nicolas (* 1664; † 1712), dessen Sohn, 1688 4. Duc de Sully, Prince d’Henrichemont et de Boisbelle, Marquis de Rosny et de Conty, Pair von Frankreich
- Maximilien Henri (* 1669; † 1729), dessen Bruder, 1713 5. Duc de Sully etc., Pair von Frankreich
- Louis Pierre Maximilien (* 1685; † 1761), dessen Vetter 2. Grades, 1729 6. Duc de Sully, Marquis de Courville et de Villebon
- Maximilien VI. Antoine Armand (* 1730), Neffe von Maximilien III., 1761 7. Duc de Sully, Prince d’Henrichemint et de Boisbelle, Marquis de Conty, Pair von Frankreich
- Maximilien VII. Gabriel Louis (* 1756), dessen Sohn, 8. Duc de Sully, Marquis de Lens, Comte de Montgommery
- Maximilien VIII. Alexandre (* 1784; † 1807), dessen Sohn, 9. und letzter Duc de Sully